# Scleropages leichardti
Scleropages leichardti е вид лъчеперка от семейство Араванови (Osteoglossidae).

## Разпространение
Видът е разпространен в Австралия.